# شيلوه ووكر
شيلوه ووكر (بالإنجليزية: Shiloh Walker)‏ (1950)؛ كاتِبة وروائية أمريكية.